# 京極高中
京極 高中（きょうごく たかなか）は、讃岐国丸亀藩の第5代藩主。丸亀藩京極家7代。

## 略歴
宝暦4年（1754年）3月23日、第4代藩主・京極高矩の長男（次男との説もある）として江戸で生まれる。宝暦13年（1763年）に父が死去したため、家督を継ぐ。明和7年（1770年）12月16日に従五位下・能登守に叙位・任官する。
安永9年（1780年）、勘定奉行の村井忠左衛門を登用して銀札を発行した。さらに備蓄米の法を制定し、窮民救済に努めた。また、儒者である渡辺半八を登用し、学問所である正明館を拡大して学問を奨励し、福島甚浦を建設して船舶の利便を図った。文化3年（1806年）に若狭守に遷任する。文化8年（1811年）1月13日に江戸屋敷で死去した。享年58。跡を四男の高朗が継いだ。

## 系譜
- 父：京極高矩（1718年 - 1763年）
- 母：久我子 - 露木氏
- 正室：武蔵国川越藩主で幕府老中秋元凉朝の養女 - 陸奥国三春藩主秋田延季の娘
- 室：山田氏
  - 四男：京極高朗（1798年 - 1874年）
- 生母不明の子女
  - 長男：京極高行
- 養子
  - 女子：琴 - 美濃国苗木藩主遠山友寿正室